# 五星上将
五星上将，为美国军队现时的最高军衔，于陆军、海军、空军设立，仅在战时授予。美国历史上，僅有乔治·马歇尔、道格拉斯·麥克阿瑟等九名軍人授此军衔。
在北约军衔体系中，五星上将对应“OF-10”，相当于一些国家的“元帅”、“大将”或“特级上将”等军衔。

## 历史
第78届美国国会在1944年12月14日通过公法第482条，設立陸軍五星上將和海軍五星上將的军衔，从那时起美国就有等同于英国和苏联元帅的军衔了。五星上將起初只作为临时军衔，第79届国会于1946年3月23日使它成为永久性军衔。美国空军建立后，也设立同等的空军五星上将。

陆军五星上将肩章
海军五星上将肩章
海军五星上将肩章與袖章
空军五星上将肩章

## 名称
美国陆、海、空军五星上将，于英文环境中分别有不同的称谓。陆军五星上将，称为“General of the Army (GA)”；海军五星上将，称为“Fleet Admiral (FADM)”；空军五星上将，称为“General of Air Force (GAF)”。各军种五星上将军衔，具有相同等级，军衔标识均为“五颗星徽”，故统称为“Five-Star General/Admiral”，因此汉语统一译为“五星上将”，再冠以军种作为区分。

### 同名军衔（General of the Army）
美国国会曾于1866年至1888年间设立“General of the Army”军衔，并于1866年授予尤里西斯·格兰特、1869年授予威廉·谢尔曼，以及1888年授予菲利普·谢里登。在设立这一军衔以前，最高军衔为“三星”的中将，因此当时的“General of the Army”应视为“上将”。1888年谢里登逝世后，美国国会取消此军衔。

格兰特与谢尔曼于1866年至1872年间，以及谢里登于1888年佩戴的军衔标识
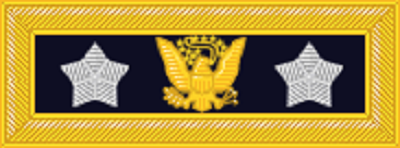
谢尔曼于1872年至1888年间佩戴的军衔标识

### 特级上将（General of the Armies）
相较于“General of the Army”，其“复数形式”的“General of the Armies”或“General of the Armies of the United States”，则是为更高级的军衔，汉语译为“特级上将”。
1919年，在第一次世界大战中领导美国远征军取得胜利的约翰·潘兴，被授予特级上将军衔。潘兴逝世后，该军衔停止使用。
1976年，美国独立200周年之际，美国国会通过法令，追授美国开国总统乔治·华盛顿特级上将军衔，以使其军衔不低于历史上的任何一位军事将领。
尽管华盛顿的特级上将军衔是否高于潘兴，在美国仍有一定争议，但汉语一般称华盛顿为“合众国特级上将”，而潘兴为“特级上将”，以体现差异。

约翰·潘兴佩戴的特级上将军衔标识
1981年发布的合众国特级上将军衔肩章

## 美國五星上将名單
| 名称                   | 照片 | 获取时间       |
| ---------------------- | ---- | -------------- |
| 乔治·卡特利特·马歇尔   |      | 1944年12月16日 |
| 道格拉斯·麦克阿瑟      |      | 1944年12月18日 |
| 德怀特·艾森豪威尔      |      | 1944年12月20日 |
| 奥马尔·纳尔逊·布拉德利 |      | 1950年9月22日  |

| 名称               | 照片 | 获取时间       |
| ------------------ | ---- | -------------- |
| 威廉·D·莱希        |      | 1944年12月15日 |
| 恩斯特·约瑟夫·金恩 |      | 1944年12月17日 |
| 切斯特·威廉·尼米兹 |      | 1944年12月19日 |
| 威廉·海爾賽        |      | 1945年12月11日 |

| 名称                                                                     | 照片 | 获取时间       |
| ------------------------------------------------------------------------ | ---- | -------------- |
| 亨利·阿诺德                                                              |      | 1944年12月21日 |
| 最初为陆军五星上将，1947年空军成为独立军种，1949年5月7日改为空军五星上将 |      |                |